# Sphecodoptera taikanensis
Sphecodoptera taikanensis is een vlinder uit de familie wespvlinders (Sesiidae), onderfamilie Sesiinae.
Sphecodoptera taikanensis is voor het eerst wetenschappelijk beschreven door Matsumura in 1931. De soort komt voor in het Oriëntaals gebied.